# Renvoi relatif à la réglementation pancanadienne des valeurs mobilières
Le Renvoi relatif à la réglementation pancanadienne des valeurs mobilières  de 2018 est un arrêt  de principe de la Cour suprême du Canada concernant la doctrine du fédéralisme coopératif et comment il interagit avec la compétence du Parlement du Canada en matière de réglementation du trafic et du commerce. Il traite aussi de la nature de la souveraineté parlementaire au Canada.

## Les faits
La réglementation canadienne en matière de valeurs mobilières est unique en ce sens que le Canada est le seul pays industrialisé au monde sans organisme national de réglementation des valeurs mobilières et, par conséquent, le domaine est réglementé exclusivement par les gouvernements provinciaux et territoriaux. Bien que ces gouvernements se soient efforcés d'harmoniser nombre de leurs politiques, il existe encore suffisamment de variations que les émetteurs de titres doivent effectuer des harmonisations afin que leurs titres soient négociés entre les résidents de chacune des ressorts législatifs concernées.
Depuis les années 1930, il y a eu un débat sur l'opportunité d'établir un seul organisme national de réglementation des valeurs mobilières, mais des discussions sérieuses n'ont commencé qu'en 1964. En 2010, un projet de Loi canadienne sur les valeurs mobilières a été présenté au public. Une question de renvoi a été posée à la Cour suprême du Canada sur la constitutionnalité de ce projet  de loi. Dans le Renvoi relatif à la Loi sur les valeurs mobilières, la Cour a statué que la loi proposée allait au-delà des véritables préoccupations nationales et, par conséquent, empiétait trop loin sur le pouvoir provincial en matière de propriété et de droits civils.
Certains observateurs ont convenu qu'une autorité nationale de réglementation avec un mandat plus ciblé était encore possible sous d'autres chefs de compétence fédérale, tout comme l'option d'instituer un cadre de coopération avec les provinces[5]. Il y a eu un débat quant à la probabilité de la coopération des provinces,. En janvier 2012, le ministre des Finances, Jim Flaherty, a déclaré que le travail se poursuivait toujours avec les provinces pour créer un organisme de réglementation national qui fonctionnerait dans les limites que la Cour a déclarées relevant de la compétence fédérale. En septembre 2014, son successeur Joe Oliver a annoncé qu'un accord avait été conclu avec plusieurs provinces pour créer un système coopératif de réglementation des marchés des capitaux, et un protocole d'accord a été signé à cet effet.
Le mémorandum envisageait :
- l'adoption d'une loi fédérale sur la stabilité des marchés des capitaux, visant à prévenir et à gérer le risque systémique, ainsi qu'à établir des infractions pénales relatives aux marchés financiers
- l'adoption par les provinces et territoires participants d'une « loi provinciale type », traitant principalement des aspects quotidiens du commerce des valeurs mobilières
- une « Autorité de réglementation des marchés des capitaux », tirant son autorité des lois fédérales et provinciales, pour agir à titre d'organisme national de réglementation des valeurs mobilières
- un Conseil des ministres, [b] qui superviserait l'Autorité, recommanderait des modifications à la Loi provinciale-type et établirait des règlements par l'autorité des lois fédérales et provinciales.

## Renvoi québécois
Bien qu'il ne soit pas signataire de ce protocole, le gouvernement du Québec a posé en juillet 2015 les questions de renvoi suivantes à la Cour d'appel du Québec :
La Constitution du Canada autorise-t-elle la mise en place d’une réglementation pancanadienne des valeurs mobilières sous la gouverne d’un organisme unique selon le modèle prévu par la plus récente publication du « Protocole d’accord concernant le régime coopératif de réglementation des marchés des capitaux »?
La plus récente version de l’ébauche de la loi fédérale intitulée « Loi sur la stabilité des marchés des capitaux » excède-t-elle la compétence du Parlement du Canada sur le commerce selon le paragraphe 91(2) de la Loi constitutionnelle de 1867 ?
En mai 2017, la Cour d'appel a répondu dans une décision 4-1, répondant :
- 1. Non.
- 2. Non, sauf en regard de ses articles 76 à 79 pour ce qui est du rôle et des pouvoirs du Conseil des ministres, lesquels articles rendent la loi proposée inconstitutionnelle dans son ensemble s’ils n’en sont pas retirés.

Pour sa part, le juge Schrager a refusé de répondre à la première question et a répondu non à la seconde.
Trois appels ont été interjetés devant la Cour suprême du Canada :
- le procureur général du Canada à l'égard des deux questions
- le procureur général de la Colombie-Britannique relativement à la première question
- le procureur général du Québec relativement à la deuxième question

## Jugement de la Cour suprême
En novembre 2018, la Cour a accueilli les deux premiers pourvois et rejeté le troisième en rendant une décision unanime, donnant comme réponses aux questions posées :
- Oui.
- Non.

### Le fédéralisme coopératif

#### Est-ce que cela entrave indûment la souveraineté des législatures?
Le protocole d'accord expressément envisagé que l'objectif était « l’instauration d’un régime coopératif et unifié de réglementation des marchés de capitaux au Canada conformément au partage constitutionnel des compétences ».

« En concluant le présent protocole d'accord et en participant au système coopératif, chacune des provinces participantes traite des questions relevant de sa compétence constitutionnelle et n'abandonne ni n'altère aucune de ses compétences, à l'égard desquelles elle reste souveraine. »

La Cour a jugé qu'il s'agissait d'un point important à souligner :

« Il s’agit là de l’élément clé : rien dans le Protocole d’accord ne suggère que les législatures des provinces participantes sont tenues de mettre en œuvre les modifications à la loi provinciale type approuvées par le Conseil des ministres, ou qu’il leur est interdit d’apporter d’autres modifications à leurs lois en matière de valeurs mobilières. »

Par conséquent, la proposition selon laquelle ce cadre entravait les pouvoirs législatifs des provinces participantes a été rejetée.
La Cour a également noté que la majorité de la Cour d'appel a mal compris la nature de la souveraineté parlementaire, soulignant que, depuis Hodge c. La Reine, « la souveraineté du Parlement et des législatures provinciales est limitée au Canada depuis la Confédération ». Un corollaire important, tel qu'indiqué dans le Renvoi : Loi anti-inflation, est que « l’exécutif ne peut entraver unilatéralement l’exercice du pouvoir de légiférer de la législature». Cette observation a également été faite pour les traités conclus par le gouvernement du Canada, qui ne peut lier les provinces sans qu'elles adoptent une loi d'application (comme l'a noté le Comité judiciaire du Conseil privé dans le Renvoi relatif aux conventions sur le travail). En raison de cette jurisprudence :

« [62]  Lorsqu’une action du pouvoir exécutif semble être en conflit avec les pouvoirs de légiférer de la législature, la souveraineté parlementaire peut être invoquée pour déterminer l’effet juridique de l’action exécutive contestée, mais non sa validité sous‑jacente. Par exemple, l’exécutif d’une province peut respecter les limites de sa compétence constitutionnelle en concluant un accord intergouvernemental avec celui d’une autre province. Si un tel accord contient une modalité censée lier la législature provinciale, il ne s’ensuit pas que l’accord est lui‑même constitutionnellement invalide; le principe de la souveraineté parlementaire signifie tout simplement que les mains de la législature ne peuvent être liées et que, par conséquent, la modalité contestée ne produit aucun effet. En d’autres termes, comme les pouvoirs de légiférer de la législature l’emportent sur les pouvoirs de l’exécutif, celle‑ci ne peut être liée par ce dernier. Il en résulte qu’un accord de l’exécutif censé entraver l’action de la législature n’est pas intrinsèquement inconstitutionnel; il ne produira tout simplement pas l’effet souhaité. »

Par conséquent, « le principe de la souveraineté parlementaire est précisément ce qui protège le droit des législatures provinciales d’adopter, de modifier et d’abroger leurs lois relatives aux valeurs mobilières indépendamment de l’approbation du Conseil des ministres » et « les législatures canadiennes ont pour seule contrainte la Constitution; elles sont par ailleurs libres d’adopter les lois qu’elles estiment souhaitables et appropriées sur le plan politique. »

### Délégation du pouvoir de légiférer
Alors que le Parlement et les législatures peuvent déléguer des pouvoirs législatifs subordonnés à une personne ou à un organisme administratif, ils n'ont pas le pouvoir de transférer à une autre législature le pouvoir principal de légiférer. Comme « ni le Protocole ni la loi provinciale type n’habilite le Conseil des ministres à modifier unilatéralement la législation des provinces en matière de valeurs mobilières, et le régime coopératif n’impose aucune limite juridique au pouvoir législatif des provinces participantes d’adopter, de modifier et d’abroger leurs lois respectives en matière de valeurs mobilières comme elles l’entendent  et qu'« aucune partie du système coopératif n'impose de limite légale au pouvoir législatif des provinces participantes d'adopter, de modifier et d'abroger leurs lois sur les valeurs mobilières respectives comme bon leur semble », le Conseil des ministres proposé ne possédera pas l'autorité législative principale, et est donc considéré comme constitutionnel.

### Compétence relative à la réglementation du trafic et du commerce

#### Caractère véritable
Citant leurs préoccupations antérieures soulevées dans le Renvoi relatif à la Loi sur les valeurs mobilières et en utilisant les critères utilisés pour la première fois dans General Motors of Canada Ltd. c. City National Leasing pour déterminer si une loi fédérale constitue un exercice valide du pouvoir « général » de réglementation du trafic et de commerce, la Cour a observé que :
| Critère de l'arrêt General Motors | Conclusion |
| --- | --- |
| (1) La mesure législative fait-elle partie d'un régime réglementaire? | « Les premier et deuxième critères ne sont pas en cause en l’espèce; nul ne conteste que l’ébauche de la loi fédérale crée un régime général de réglementation qui fonctionne sous la surveillance d’un organisme de réglementation » |
| (2) Le régime fait-il l'objet d'une surveillance constante d'un organisme de réglementation ?                                                                                     | « Les premier et deuxième critères ne sont pas en cause en l’espèce; nul ne conteste que l’ébauche de la loi fédérale crée un régime général de réglementation qui fonctionne sous la surveillance d’un organisme de réglementation » |
| (3 La mesure législative porte-t-elle sur le commerce dans son ensemble plutôt que sur un secteur en particulier ?                                                                | « Nous reconnaissons que le maintien des marchés des capitaux pour nourrir l’économie canadienne et assurer la stabilité financière du pays est une question qui va au‑delà d’un « secteur » en particulier et met en jeu « le commerce dans son ensemble » visé par le pouvoir général en matière de trafic et de commerce au sens où il faut l’entendre selon le test formulé dans General Motors. Une loi qui vise à fixer des normes minimales applicables dans l’ensemble du pays et qui vise à assurer la stabilité et l’intégrité des marchés financiers du Canada pourrait fort bien avoir trait au commerce dans son ensemble. »                                                                                                   |
| (4) La loi devrait est-elle d'une nature telle que la Constitution n'habiliterait pas les provinces, conjointement ou séparément, à l'adopter ?                                   | « Les provinces ont la capacité de légiférer relativement au risque systémique lié à leurs marchés de capitaux, mais elles le font d’un point de vue local et, par conséquent, d’une manière qui ne peut aborder des enjeux nationaux qui transcendent les préoccupations qui leur sont propres ». |
| (5) L'omission d'inclure une seule ou plusieurs provinces ou localités dans le système législatif compromettrait-elle l'application de ce système dans d'autres parties du pays ? | « En ce qui a trait à des questions réglementaires de moindre importance, la question pourrait certainement appeler une réponse négative. Or, lorsqu’il s’agit d’objectifs véritablement nationaux, visant à favoriser des marchés équitables, efficaces et compétitifs et à assurer l’intégrité et la stabilité du système financier canadien, notamment par la collecte de données, la prévention des risques systémiques et l’intervention en cas de besoin, il faut répondre par l’affirmative — pour des raisons essentiellement identiques à celles avancées dans l’analyse du quatrième critère. Dans ces derniers cas, un régime fédéral différerait, au plan qualitatif, d’un régime interprovincial à participation volontaire ». |

Le cadre législatif proposé s'inscrit donc dans la compétence fédérale relative à la réglementation du trafic et du commerce. du

### Délégation au Conseil des ministres
De plus, la capacité du Conseil des ministres proposé d'élaborer une législation subordonnée n'est pas un problème, et la Cour suprême a soutient l'avis du juge Schrager sur cette question :

« le Parlement est libre de déléguer ses fonctions réglementaires [conformément aux arrêts Attorney General of Nova Scotia c. Attorney General. of Canada, [1951] R.C.S. 31, et P.E.I. Potato Marketing Board c. H. B. Willis Inc., [1952] 2 R.C.S. 392], et, à cet égard, de constituer l’organisme (l’Autorité) auquel il délègue ses fonctions. Le Parlement peut déterminer le fonctionnement interne d’un tel organisme, dont le processus d’approbation des règlements proposés par ce dernier. Le fait que l’organisme proposant ces règlements (le Conseil [des ministres]) soit composé de ministres des gouvernements provinciaux n’invalide pas la délégation. Le Parlement peut choisir comme bon lui semble d’organiser la structure interne de l’organisme de réglementation ainsi que les particularités du processus d’approbation des règlements de cet organisme. »

Par conséquent, le projet de loi fédéral serait constitutionnellement valide une fois adopté.

### Limites relatives à l'avis de la Cour
La Cour a prévenu que sa décision n'était pas exhaustive sur le sujet :

« [130] Encore une fois, cependant, nous tenons à souligner que notre avis consultatif ne porte que sur la constitutionnalité du régime coopératif. Il appartient aux provinces de décider s’il est dans leur intérêt d’y participer. Le présent avis consultatif ne prend pas en considération bon nombre des difficultés politiques et pratiques liées à ce régime coopératif, et particulièrement celles qui peuvent se présenter si une juridiction participante décide de se retirer à une date ultérieure. En outre, en ce qui concerne le contenu de la loi habilitante de l’Autorité (qui n’a pas encore été publiée), nous rappelons qu’elle devra être soigneusement rédigée de manière à respecter les limites imposées au pouvoir fédéral et au pouvoir provincial qui, bien qu’ils soient distincts, se chevauchent.
[131] La question de savoir si et quand il convient de renoncer à un certain degré d’autonomie en matière de réglementation des valeurs mobilières afin d’assurer l’uniformité nationale relève entièrement du choix politique. Il s’agit là aussi d’un exercice valide de la souveraineté parlementaire. Chacune des juridictions participantes a le droit incontestable et tout aussi souverain d’adhérer au régime coopératif ou de le rejeter. »

## La suite des choses
Un commentateur a noté que la Cour « a agi soigneusement pour s'assurer que les principes du fédéralisme soient respectés », évitant ainsi les conséquences découlant du Renvoi relatif à la Loi sur les valeurs mobilières. Étant donné que seulement cinq provinces et un territoire se sont joints au nouveau régime à ce jour, « la volonté des autres provinces et territoires de se joindre au régime sera révélatrice de son succès global ».
Les commentaires précédents concernant le Renvoi relatif à la Loi sur les valeurs mobilières avaient noté que le troisième critère de l'arrêt General Motors sur « le commerce dans son ensemble » était considéré comme le facteur décisif qui rendait la loi proposée inconstitutionnelle, parce que toute loi proposée en vertu du pouvoir d'échange et de commerce « doit être qualitativement différents des pouvoirs provinciaux, et non pas simplement différents dans l'efficacité relative de la réglementation fédérale ». transcende le local". À cet égard, les quatrième et cinquième critères de l'arrêt General Motors ne sont désormais « pertinents que dans la mesure où ils identifient un « écart » constitutionnel qui transcende le niveau local. » L'incorporation du raisonnement du Renvoi relatif à la Loi sur les valeurs mobilières semble confirmer qu'il s'agit maintenant de la jurisprudence actuelle pour apprécier la compétence fédérale en la matière.